# Монумент народным ополченцам Ленинского района
Памятник ополченцам Ленинского района посвящён жителям этого района, ушедшим в годы блокады и Великой Отечественной войны на фронт в составе Ленинградской армии народного ополчения. Ныне район Санкт-Петербурга, в котором находится памятник, упразднён и вошёл в состав Адмиралтейского района.
Установлен в сквере напротив центрального входа в вокзал. Адрес расположения памятника: Санкт-Петербург, площадь Балтийского вокзала, 1.
Памятник был установлен в 1965 году. Над памятником работали архитекторы В. С. Васильковский и В. П. Эстрин.
В памятные и траурные даты около памятника проводятся торжественно-траурные митинги и церемония возложения цветов. Также в рамках этих мероприятий около памятника организуется почётный караул силами кадетов Клуба юных моряков «Адмиралтеец». Организация почётного караула проводится в рамках Вахты Памяти.

## Описание памятника
Памятник представляет собой вытянутую полукруглую бетонную стелу, расположенную на холме. Стела расположена на подставках-пилонах. Вокруг неё высажены берёзы.
На стеле высечено два текста:
«Народным ополченцам Ленинского района — героическим защитникам города Ленина и Советского Отечества. 1941—1945»
«Ваш героический пример живёт и побеждает в борьбе за торжество коммунизма»